# Batak Karo jezik
Batak Karo jezik ili karo jezik (ISO 639-3: btx), jezik kojim govori oko 600 000 ljudi (1991 UBS) kod jezera Toba na otoku Sumatra u Indoneziji. Zajedno s jezicima batak alas-kluet [btz] i batak dairi [btd] čini sjevernobatačku jezičnu podskupinu.
Piše batačkim pismom, Dijalekt: singkil.

## Vanjske poveznice
- Ethnologue (14th)
- Ethnologue (15th)